# Музей авіації та космонавтики (Чернівці)
Музей авіації та космонавтики — комунальний музей у місті Чернівцях, присвячений розвитку авіації та космонавтики у світі та в Україні, зокрема на Буковині, представлені моделі літальної техніки, є осередком авіамоделізму та модельного спорту міста і області.
Заклад є окремою одиницею, але працює на базі Чернівецького центру юних техніків імені Л. К. Каденюка. 
Музей відкрито у 1999 році за сприяння міської ради. 
Завідувач музею (станом на початок 2022 року) — Людмила Вікторівна Компаневич.

## Експозиція
Експозиція чернівецького Музею авіації та космонавтики складається з двох постійно діючих розділів та виставок, які присвячуються різноманітним подіям.
На першому поверсі музею розгорнута експозиція, що висвітлює історію авіації: історію повітроплавання, літаючих апаратів від аероплана братів Райт до більш сучасних творінь авіаційної конструкторської думки. Представлені моделі літаків Першої та Другої світових воєн, рекордні літаки та літаки повітряних асів, всі моделі є точними копіями історичних літаючих апаратів. До сторіччя від дня народження О. К. Антонова в музеї створено колекцію моделей літаків КБ О. Антонова.
Експозиція другого поверху присвячена космічним дослідженням, як радянським, так і решти країн світу. Значну частину займає експозиція, присвячена першому льотчику-космонавту незалежної України Леоніду Каденюку. Серед унікальних експонатів цієї частини музею — дарунки НКАУ, NASA, космонавтів, астронавтів тощо.
Експонати музею надані або виготовлені під керівництвом ентузіаста цієї справи Валерія Гречнєва, який 45 років збирав матеріали для музею, а також моделіста Віталія Яценка (понад 2 десятка років бере участь в підготовці моделей), директора музею. Зокрема, В. Гречнєв передав в музей 1 700 моделей літаків та ракет, 1 400 поштових марок, 1 120 значків, 17 000 слайдів та фотографій, 1340 відеокасет.
Книгозбірня музею містить 1 400 книг, 2 500 журналів, 850 креслень. 
У музеї демонструються моделі та картини учнів шкіл міста, які брали участь у численних виставках та конкурсах, в т.ч. і міжнародних.